# Dupnitsa
Dupnitsa (bulgariska: Дупница) är en ort i Bulgarien.   Den ligger i kommunen Obsjtina Dupnitsa och regionen Kjustendil, i den västra delen av landet, 50 km söder om huvudstaden Sofia. Dupnitsa ligger 512 meter över havet och antalet invånare är 34 764.
Historiskt har staden hetat Tobinitsa, Doupla och Dubnitsa , det sista användes fram till Bulgariens befrielse i mitten på 1800-talet, då det officiella namnet ändrades till Dupnitsa. 1948 döptes staden om till Stanke Dimitrov, under en kort period 1949 hette den Marek, namnet ändrades tillbaka till Stanke Dimitrov 1950. Efter de demokratiska förändringarna återtogs det gamla namnet Dupnitsa.
Terrängen runt Dupnitsa är varierad. Dupnitsa är det största samhället i trakten. 
Runt Dupnitsa är det i huvudsak tätbebyggt. Runt Dupnitsa är det ganska tätbefolkat, med 160 invånare per kvadratkilometer.